# يوجينيوس وارمينغ
جوهانس يوجينس وارمنج (بالدنماركية: Johannes Eugenius Bülow Warming)‏ (3 نوفمبر 1841 - 2 أبريل 1924)، عرف بيوجين وارمنج وهو عالم نباتي دنماركي وهو الشخصية الرئيسية المؤسسة للانضباط العلمي للإيكولوجيا. كتب وارمينغ أول كتاب في عام (1895) في مجلة النبات البيئي، وعلم أول جامعة درسا في الإيكولوجيا، وأعطى المفهوم معنى ومحتوى (إذا كان هناك شخص واحد ليمنح شرف لقب مؤسس الإيكولوجيا، فهو وارمينغ).
كتب وارمينغ عددا من الأبحاث في علم النبات، والجغرافيا النباتية، وعلم البيئة، والتي ترجمت إلى عدد من اللغات وسببت كتاباته ضجة في ذلك الوقت وما بعده، والأكثر أهمية هو محطة المجتمع والدليل المنهجي لعلم النبات.

## الحياة السابقة والحياة الأسرية
ولد وارمينغ على جزيرة بحر فادن في ماندو، وقد كان الطفل الوحيد لجينس وارمينغ (1797-1844)، والذي كان وزيرا للرعية، وآنا ماري فون من بول في بلوسكو (1801-1863). وبعد الموت القريب لوالده، انتقل وارمينغ مع والدته لخاله في فيجلي شرقي (جوتلاند).
تزوج من جوهان مارجريث جيسبيرسن (والتي عرفت باسم هان وارمينغ: (1850-1922)، وفي 10 نوفمبر 1871.
وحظوا بثمانية أطفال:
- ماري (1872-1947) وتزوجت من سي في بريتس.
- جينس وارمينغ (1873-1939)، والذي أصبح بروفيسورا في الاقتصاد والإحصاء في الكلية الملكية الزراعية والبيطرية.
- فرو (1875-1880).
- بوفل (1877-1878).
- سفيند وارمينغ (1879-1982) والذي أصبح مهندسا في حوض بناء السفن لبورمايستر ووين.
- إنجي (1879-1893).
- جوهانس (1882-1970)، وكان مزارعا.
- لويس (1884-1964).

## روابط خارجية
- يوجينيوس وارمينغ على موقع الموسوعة البريطانية (الإنجليزية)